# Microlicia pabstii
Microlicia pabstii är en tvåhjärtbladig växtart som beskrevs av Alexander Curt Brade. Microlicia pabstii ingår i släktet Microlicia och familjen Melastomataceae. Inga underarter finns listade i Catalogue of Life.